# Makokou

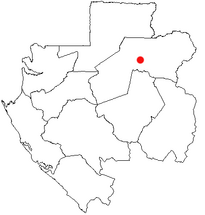
Localização de Makokou, no Gabão.

Makokou é a capital e maior cidade da província de Ogooué-Ivindo, no Gabão. No último censo realizado e 1993 possuía 9.849 habitantes. 
Makokou é banhada pelo rio Ivindo. Suas coordenadas são 0°34′N e 12°52′E e sua altitude é de 308 m.